# Карца (Алагирский район)
Карца́ — село в Алагирском районе Республики Северная Осетия-Алания. Административный центр Горно-Карцинского сельского поселения. Код Федеральной налоговой службы 1514.

## Географическое положение
Село вытянуто расположено на левом берегу реки Фиагдон, напротив впадения в него реки Карцадон. Находится в 38 км к юго-востоку от районного центра Алагир и в 41 км к юго-западу от Владикавказа. В окрестностях села расположен водопад «Водопад-кольцо».

## Население
| 2002 | 2010 | 2021 |
| ---- | ---- | ---- |
| 42   | ↗67  | ↘35  |

## Топографические карты
- Лист карты K-38-29 Алагир. Масштаб: 1 : 100 000. Состояние местности на 1984 год. Издание 1988 г.